# سیارک ۱۵۷۱
سیارک ۱۵۷۱ (به انگلیسی: 1571 Cesco، نامگذاری:1950FJ) هزار و پانصد و هفتاد و یکمین سیارک کشف شده‌است که در ۲۰ مارس ۱۹۵۰ کشف شد.
قدر مطلق سیارک برابر ۱۱٫۵۰ است.